# Pedro León
Pedro León, teljes nevén Pedro León Sánchez Gil (Mula, 1986. november 26.) spanyol labdarúgó, jelenleg az SD Eibar játékosa.

## Pályafutása

### Muleño
León junior pályafutását a Muleño CF nevű kiscsapatban kezdte, amelynek felnőtt együttese jelenleg  a murciai regionális bajnokságban szerepel.

### Murcia
2004-ben került a Murcia utánpótláscsapatához, majd ugyanebben a szezonban a tartalékok között is bemutatkozhatott. Első meccse az első csapatban egy súlyos, hazai pályán elszenvedett 5–1-es vereség volt az UE Lleida ellen.
A következő két szezonban meghatározó játékosa lett csapatának, és számos gólt szerzett szabadrúgásból. Nagy szerepe volt abban, hogy 2007-ben a Murcia visszajutott az első osztályba.
Már 2007 januárjában felröppentek olyan pletykák, hogy a Real Madridhoz igazol. A királyi gárdán kívül más nagyobb nevű kérő is akadt a Chelsea személyében. León végül a két sztárcsapat helyett a Levantéhez szerződött. Itt mindössze egy idényt töltött, ezalatt zömmel csereként lépett pályára.

### Valladolid
2008. szeptember 1-jén a Valladolid játékosa lett egy gyors tárgyalássorozat után. Átigazolásának díja 300 ezer euró volt. November 15-én ő adta a gólpasszt későbbi csapata, a Real Madrid 1–0-s legyőzésekor Fabián Canobbiónak. Egy héttel később, a Villarreal legyőzésekor első gólját is megszerezte. Végül itt is csak egy évet szerepelt.

### Getafe
A 2009-10-es szezont a legkisebb madridi csapatnál, a Getafénél töltötte. A kiscsapat, León nyolc góljának is köszönhetően hatodik helyével története során másodszor kvalifikálta magát az Európa-ligába.

### Real Madrid
A Real Madrid 2010. július 15-én jelentette be hivatalosan szerződtetését. Átigazolás tízmillió euróba került a „királyi gárdának”. A kötelező orvosi vizsgálatokra és a bemutatására másnap került sor. Augusztus 4-én, a Club América elleni felkészülési meccsen mutatkozott be új csapatában, a teljes meccset végigjátszotta. Az amerikai túra második mérkőzésén, a Los Angeles Galaxy ellen be is talált.

### Getafe
2013 Júniusában ismét visszatért a Getafe csapatába 3.6 millió euróért.

### Válogatott
A spanyol U21-es csapatban 2007 és 2009 között hat meccsen szerepelt.
Játszott a 2009-es Európa-bajnokságon is, az utolsó csoportmérkőzésen, Finnország ellen be is talált, a spanyolok azonban végül nem jutottak tovább csoportjukból.

## Karrierje statisztikái
| Klub               | Szezon   | Bajnokság | Bajnokság | Bajnokság | Kupa  | Kupa | Kupa     | Európa | Európa | Európa   | Összesen | Összesen | Összesen |
| Klub               | Szezon   | Mérk.     | Gól       | Gólpassz  | Mérk. | Gól  | Gólpassz | Mérk.  | Gól    | Gólpassz | Mérk.    | Gól      | Gólpassz |
| ------------------ | -------- | --------- | --------- | --------- | ----- | ---- | -------- | ------ | ------ | -------- | -------- | -------- | -------- |
| Murcia             | 2004–05  | 7         | 1         | -         | -     | -    | -        | -      | -      | -        | 7        | 1        | -        |
| Murcia             | 2005–06  | 28        | 2         | -         | -     | -    | -        | -      | -      | -        | 28       | 2        | -        |
| Murcia             | 2006–07  | 31        | 7         | -         | -     | -    | -        | -      | -      | -        | 31       | 7        | -        |
| Murcia             | Összesen | 66        | 10        | -         | -     | -    | -        | -      | -      | -        | 66       | 10       | -        |
| Levante            | 2007–08  | 24        | 3         | 2         | -     | -    | -        | -      | -      | -        | 24       | 3        | 2        |
| Levante            | Összesen | 24        | 3         | 2         | -     | -    | -        | -      | -      | -        | 24       | 3        | 2        |
| Valladolid         | 2008–09  | 33        | 3         | 12        | 2     | 2    | 1        | -      | -      | -        | 35       | 6        | 13       |
| Valladolid         | Összesen | 33        | 3         | 12        | 2     | 2    | 1        | -      | -      | -        | 35       | 6        | 13       |
| Getafe             | 2009–10  | 35        | 8         | 9         | 7     | 1    | -        | -      | -      | -        | 42       | 9        | 9        |
| Getafe             | Összesen | 35        | 8         | 9         | 7     | 1    | -        | -      | -      | -        | 42       | 9        | 9        |
| Real Madrid        | 2010–11  | 0         | 0         | 0         | 0     | 0    | 0        | 0      | 0      | 0        | 0        | 0        | 0        |
| Real Madrid        | Összesen | 0         | 0         | 0         | 0     | 0    | 0        | 0      | 0      | 0        | 0        | 0        | 0        |
| Karrierje összesen |          | 158       | 24        | 23        | 9     | 3    | 1        | 0      | 0      | 0        | 167      | 29       | 24       |

## Család
Édesanyja ecuadori származású, így akár annak válogatottjában is szerepelhet a későbbiekben.
Bátyja, Luis León Sánchez profi országúti kerékpáros.
A León nem a vezetékneve, bár így használja. Ezt édesapja és testvére emlékére vette fel, akik egyaránt motorbalesetben haltak meg. Testvérével ellentétben ő általában csak a Leónt használja, gólörömekor pedig mindig az égre mutat.